# Гуняді
Гуняди — село в Україні, у Закарпатській області, Берегівському районі.

## Назва
Назва села походить від угорського прізвища Гуняді — аристократичного роду, який в минулому володів навколишніми землями.

## Історія

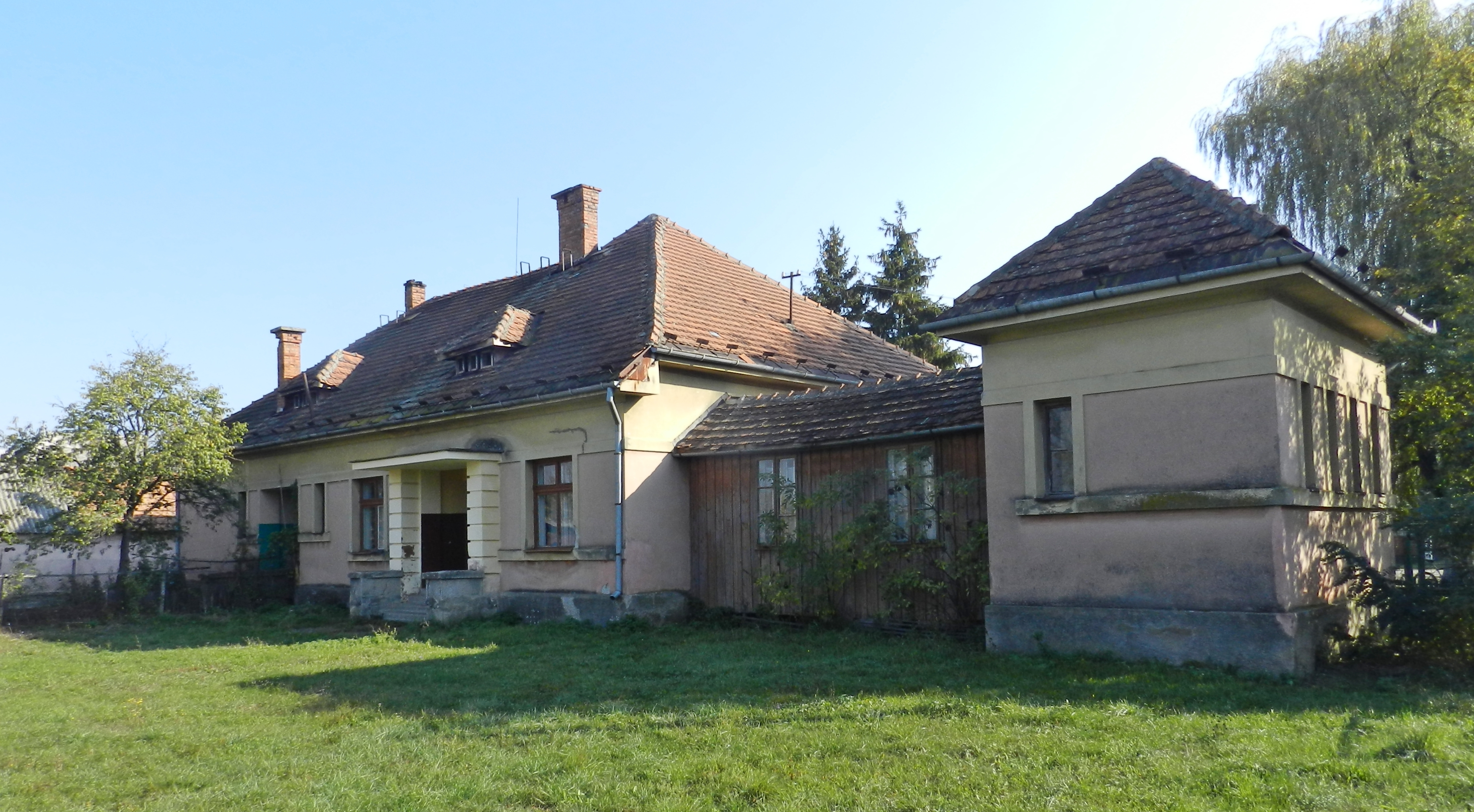
Будівля Державної школи

Хутір Гуняди був заснований в 1927 р. владою Чехословацької республіки. Першими мешканцями були 24 родини переселенців з гірських районів Закарпаття. В радянський час до 14.11.1990 р. хутір Гуняди входив до складу села Мочола як окрема вулиця. Статус населеного пункту село Гуняди отримало рішенням президії обласної ради народних депутатів № 37 від 14.11.1990 р. (публікація — "Відомості Верховної ради УРСР № 51 за 1990 р.).
Одночасно з утворенням хутору, в 1927 р. в ньому був збудований клуб, який виконує свою функцію й понині.
В 1935 р. зусиллями громади на хуторі була збудована невеличка дерев´яна церква, яка збереглася й по сьогодні. Сакральна споруда виконана в притаманному для гірського Закарпаття стилі, не типовому для Берегівщини.
Церковну історію села описав у 1998 році, у книзі  «Церкви України: Закарпаття» видатний дослідник сакральної архітектури Михайло Сирохман:
"Першою релігійною спорудою в селі була каркасна каплиця-дзвіниця з одним дзвоном, яку збудував греко-католик Іван Химич. Місцеві греко-католики подали прохання до земельного уряду в Празі про виділення місця для церкви, але, не чекаючи офіційної відповіді, збудували церкву. Тим часом уряд ділянку не виділив і наказав розібрати церкву. На повторну вимогу довелося вірникам розбирати церкву. Після цього православна громада звернулася до уряду з аналогічним проханням і отримала згоду. Дерево купив один із селян, що продав тоді худобу. Невелику дерев'яну церкву збудували місцеві майстри Іван Плиска, Іван Юрик, Ілько Кикина та Олекса Сиротяк. Споруджено її в традиціях «нових» базилічних церков.
Двозрубна споруда складається з прямокутної в плані нави і п'ятигранного вівтарного зрубу. Ґанок на чотирьох стовпчиках нині засклено. Стіни оббито «клинами», а дахи і вежу — бляхою.
У наві припасовано іконостас XVIII ст., що колись прикрашав дерев'яну церкву в селі Вучкове на Міжгірщині, розібрану в середині 1930-х років. На жаль, всі ікони перемальовано".

В 1932 р. зусиллями чехословацької влади на хуторі була побудована невеличка державна школа з українською мовою навчання. Школа функціонує й досі, на даний час у ній два навчальні класи, де вчиться менше десятка дітей з 1 по 4 клас. На будинку оригінальної форми написано — «Державна школа».

## Населення
За переписом населення України 2001 року в селі мешкали 324 особи.

### Мова
Розподіл населення за рідною мовою за даними перепису 2001 року:
| Мова       | Відсоток |
| ---------- | -------- |
| українська | 97,23 %  |
| угорська   | 2,77 %   |

## Туристичні місця
- невеличка дерев´яна церква 1935 р.
- річка Шипачка